# Bulbostylis thouarsii
Bulbostylis thouarsii är en halvgräsart som först beskrevs av Johann Jakob Roemer och Schult., och fick sitt nu gällande namn av Ined. Bulbostylis thouarsii ingår i släktet Bulbostylis och familjen halvgräs. Inga underarter finns listade i Catalogue of Life.